# Песси, Вилле
Ви́лле Пе́сси (фин. Ville Pessi; 24 марта 1902, Каукола, Кексгольмский уезд, Великое княжество Финляндское — 6 ноября 1983, Вантаа, Финляндия) — финляндский политический деятель, руководитель Коммунистической партии Финляндии (1944—1969), почётный председатель ФКП (с 1972).

## Биография
Родился 24 марта 1902 года в деревне Каукола Кексгольмского уезда Выборгской губернии, в составе Великого княжества Финляндского входившей в Российскую империю; ныне — посёлок Севастьяново Приозерского района Ленинградской области России.
В 1922—1923 годах проходил службу в армии.
До 1924 года трудился на лесоразработках и промышленных предприятиях Юго-Восточной Финляндии. В 1923 году вступил в Социалистический союз молодёжи, а в 1924 году — в запрещённую Коммунистическую партию Финляндии.
В 1924—1927 годах работал в железнодорожных мастерских Пасила, где сперва стал секретарём партийной организации, а затем профессиональным революционером.
С 1927 по 1930 год обучался в Коммунистическом университете национальных меньшинств Запада имени Мархлевского в Ленинграде.
В 1930—1931 годах — подпольный организатор окружных комитетов КПФ в городах Вааса и Турку.
В 1931 году избран членом Центрального комитета КПФ. В 1932—1933 годах занимал пост секретаря ЦК по организационной работе.
В 1933—1934 годах проходил обучение в Международной ленинской школе в Москве.
В 1934 году, после ареста члена Политбюро ЦК КПФ Тойво Антикайнена, возглавил компартию Финляндии.
В 1935 году был арестован за революционную деятельность и приговорён к семи годам лишения свободы, однако по окончании срока был переведён в концлагерь, где оставался ещё два года. После Московского перемирия Компартия Финляндии была легализована, Вилле Песси вышел на свободу и в 1944 году был избран в Политбюро ЦК (членом которого оставался до 1972 года), с того же года — генеральный секретарь ЦК КПФ. Занимал высший партийный пост до 1969 года.
В 1945—1966 годах — депутат финского парламента от Демократического Союза народа Финляндии по избирательным округам Уусимаа и Хельсинки.
В апреле 1972 года избран почётным председателем КПФ. В том же году за заслуги перед международным коммунистическим движением, большой вклад в дело мира, укрепление дружбы между народами Финляндии и Советского Союза и в связи с семидесятилетием награждён в СССР орденом Октябрьской Революции. В 1982 году за большой вклад в развитие и укрепление дружбы между народами Финляндии и Советского Союза и в связи с восьмидесятилетием награждён орденом Дружбы народов.
Был женат с 1945 года на Вере Сундвалль.
Умер 6 ноября 1983 года на 82-м году жизни в Вантаа. Похоронен в Хельсинки на кладбище Малми.
В память о коммунистическом лидере один из городских проездов в Ленинграде в 1984—1990 годах назывался улицей Вилле Песси.

## Награды
- орден Октябрьской Революции (23.03.1972)
- орден Дружбы народов (23.03.1982)